# セルゲイ・スタリコフ
セルゲイ・ヴィクトロヴィチ・スタリコフ（ロシア語: Серге́й Ви́кторович Ста́риков, ラテン文字転写: Sergei Viktorovich Starikov、1958年12月4日 - ）は、ソビエト連邦（現ロシア）のチェリャビンスク出身の元プロアイスホッケー選手、コーチ。ポジションはディフェンスマン。

## 経歴
1977年、1978年にアイスホッケー世界ジュニア選手権に出場した。その後HC CSKAモスクワで数シーズンを過ごし、チームの北米遠征時（スーパーシリーズ）の勝利に貢献した。
国内リーグ9回優勝、冬季オリンピックに3度出場し、金メダル2個、銀メダル1個を獲得している。アイスホッケー世界選手権に5回出場、1979年チャレンジカップ、1984年カナダカップでもソビエト連邦代表としてプレイした。
1989年のNHLドラフト8巡目でニュージャージー・デビルスに指名されてヴャチェスラフ・フェティソフと共に入団した際、スポーツ・イラストレイテッドのカバーに登場し、ソビエト連邦選手として初のNHL選手として紹介された。デビルズでは16試合の出場にとどまった。
引退後1年間、KHLのHCシビル・ノヴォシビルスクのアシスタントコーチを務めた。
その後、アメリカ合衆国ニュージャージー州に居住し、ロック・アイス・パビリオンのインストラクターをしている。

## 所属チーム
- チェルヤビンスク・トラクター（1978/79）
- HC CSKAモスクワ（1979/80-1988/89）
- ユーティカ・デビルズ（AHL）（1989/90, 1990/91）
- ニュージャージー・デビルス（1989/90）
- サンディエゴ・ガルズ（IHL）（1991/92-1992/93）